# Franz Martin Pelzel

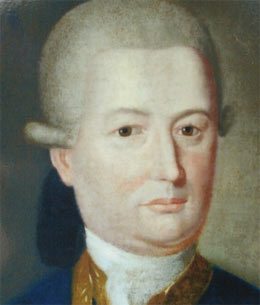
Bildnis um 1780

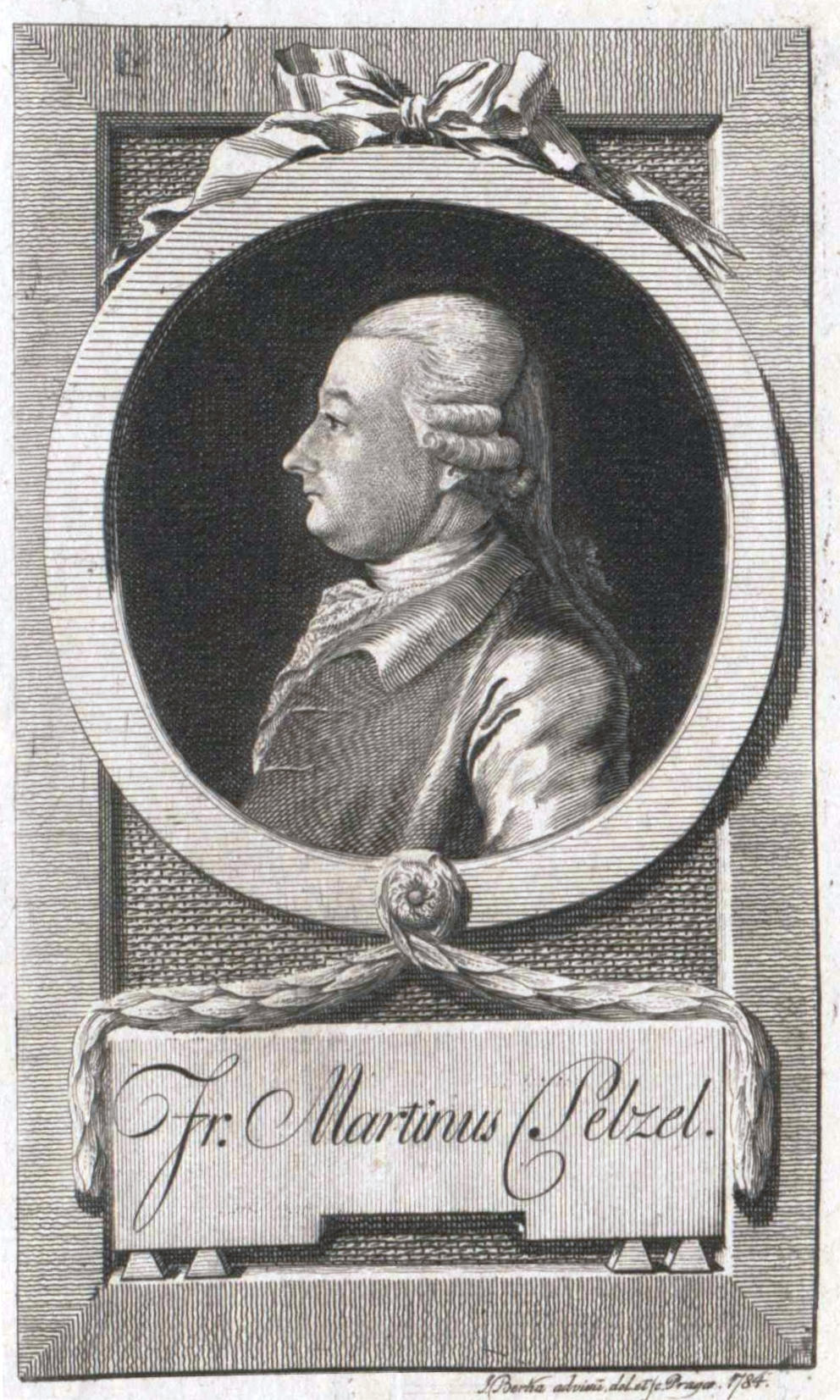
Fr. Martinus Pelzel, Stich von Johann Berka (1784)

Franz Martin Pelzel (tschechisch František Martin Pelcl; * 11. November 1734 in Reichenau an der Knieschna; † 24. Februar 1801 in Prag) war ein böhmischer Historiker, Slawist und Autor.

## Familie
Franz Martin Pelzel war ein Bruder von Josef Bernhard Pelzel, seit dem 15. Januar 1804 Edler von Pelzeln (* 1745 in Reichenau an der Knieschna; † 23. September 1809 in Wien), Sekretär Johann Ludwigs von Cobenzl, später kaiserlicher Beamter, zuletzt Expeditor (Qualitäts- und Terminkontrolleur) am Zollamt in Wien.

## Leben
Pelzel studierte an der Karls-Universität Prag Theologie und Rechtswissenschaften; 1757 setzte er das Studium mit Geschichte und Sprachwissenschaften an der Universität Wien fort. Von 1761 bis 1769 arbeitete er als Hofmeister bei den Grafen Sternberg und war danach Erzieher, Bibliothekar und Archivar bei den Grafen Nostitz. Nach 1773 lehrte er in Wien Tschechische Sprache und Geschichte. 1793 ging er nach Prag als Professor des neu eingerichteten Studiengangs der böhmischen (tschechischen) Sprache und Literatur an der Karls-Universität Prag. Diese Ernennung brachte ihm ein hohes Ansehen bei den tschechischen Intellektuellen ein. Er war von 1775 bis 1799 führend in der Böhmischen Gelehrten Privatgesellschaft, danach Mitglied der Nachfolgeorganisation Königlichen böhmischen Gesellschaft der Wissenschaften, die im Sinn einer zeitgenössischen Akademiebewegung neuere Forschungsrichtungen beachtete.
Er war mit Mitgliedern der Nationalen Wiedergeburt der Tschechen bekannt und befreundet, so mit Josef Dobrovský und Václav Matěj Kramérius, mit denen er zusammenarbeitete und deren Schriften er redigierte. In den 1770ern nahm er gemeinsam mit Nikolaus Adaukt Voigt aktiv am politischen Geschehen des Josephinismus teil.

## Werke

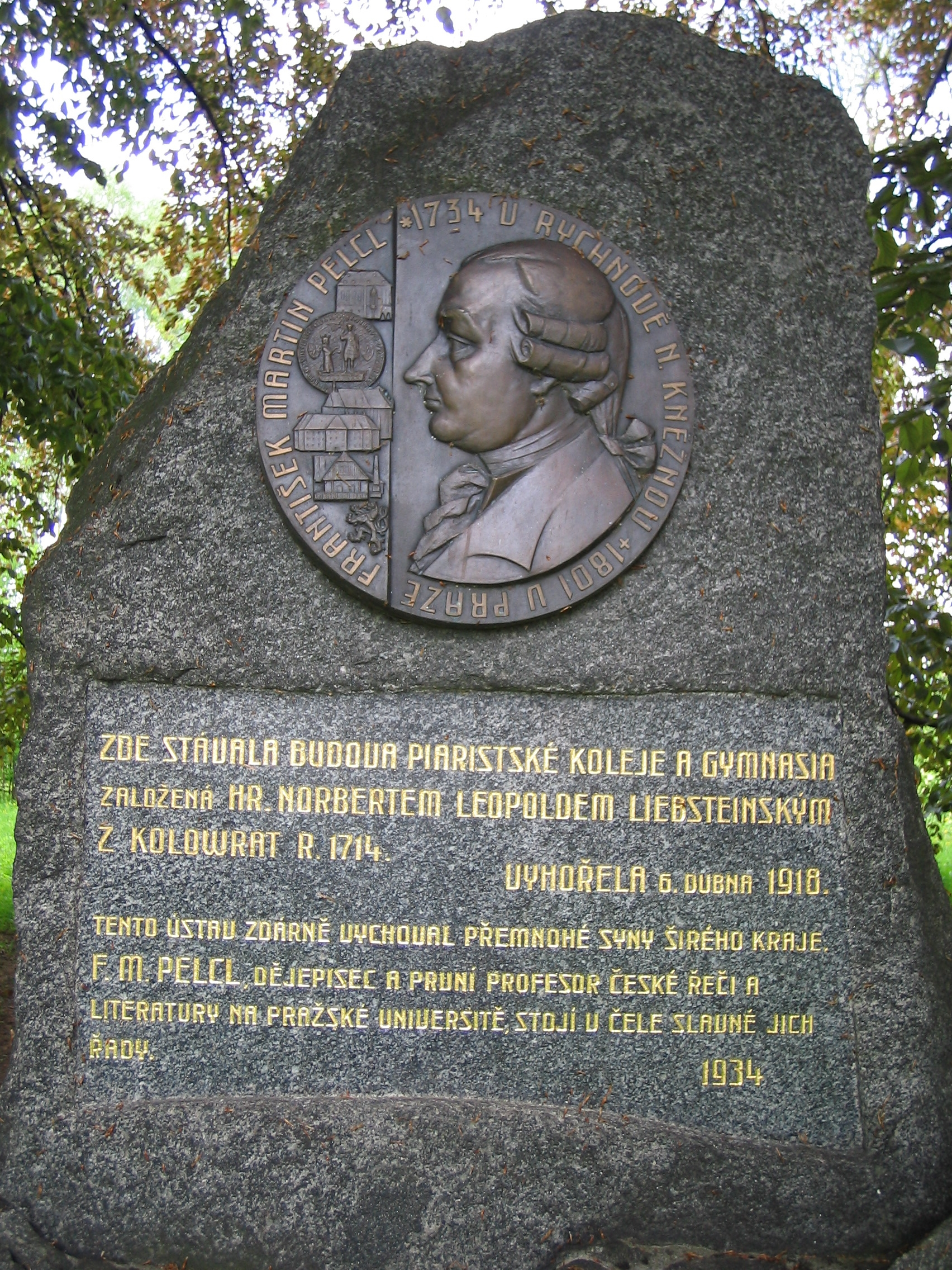
Gedenkstein für Franz Martin Pelzel in seinem Geburtsort

Die meisten seiner zahlreichen Bücher verfasste Pelzel in deutscher Sprache. Sie befassten sich fast ausschließlich mit böhmischer Geschichte, Sprache und Literatur. In den 1780er-Jahren veröffentlichte er Monographien über Karl IV., Wenzel IV. und ein Lexikon über Angehörige des Ordens der Jesuiten, die sich als Wissenschaftler hervorgetan hatten, weiterhin ein Werk über tschechische Schriftsteller und ein Geschichtsbuch über die Deutschen in Böhmen und deren Sprache. Von 1791 bis 1795 brachte er historische Abhandlungen über die Neue böhmische Chronik heraus, verfasst in deutscher Sprache, sein wichtigstes Werk. Als Historiker führte er Gedankengut des Gelasius Dobners weiter.
Er beachtete dabei als erster Historiker in Europa die Deutsche Ostsiedlung des Mittelalters (1790). Er suchte die nationalen Gegensätze in den böhmischen Ländern in ihrem Ursprung zu erfassen, wollte ihre Fortwirkung zugleich durch Landespatriotismus überwinden. Seine Ansichten beeinflussten das 19. Jahrhundert nachhaltig, ebenso wie seine Beurteilungen der böhmischen Geschichte unter Karl IV., wurden aber vom erwachenden Selbstbewusstsein des tschechischen Volkes abgelöst und verdrängt.

## Publikationen (Auswahl)
- Kurzgefasste Geschichte der Böhmen von den ältesten bis auf die itzigen Zeiten. St. Clemens, Prag 1774; 2. Auflage: Hagen, Prag 1779.
- Abbildungen böhmischer und mährischer Gelehrten und Künstler, nebst kurzen Nachrichten von ihren Leben und Werken. 4 Bände. Prag 1773–1782 (Band 3, Band 4).
- Kaiser Karl der Vierte, König in Böhmen. 2 Bände. Hagen, Prag 1780/1781.
- mit Josef Dobrovský: Scriptores rerum Bohemicarum e bibliotheca ecclesiae metropolitanae Pragensis. 3 Bände. Prag 1783–1829 (Die wichtigste Quelle dieser Edition war die Chronica Boemorum.).
- Boehmische, Maehrische und Schlesische Gelehrte und Schriftsteller aus dem Orden der Jesuiten. Selbstverlag, Prag 1786 (Digitalisat).
- Lebensgeschichte des Römischen und Böhmischen Königs Wenceslaus. Schönfeld-Meißner, Prag 1791.